# Ахидовка
Ахидовка — деревня в Родниковском районе Ивановской области. Входит в состав Филисовского сельского поселения.

## География
Находится в центральной части Ивановской области на расстоянии приблизительно 2 км на запад по прямой от районного центра города Родники.

## История
В 1872 году здесь (тогда деревня Охидовка Нерехтского уезда Костромской губернии) было учтено 9 дворов, в 1907 году — 17.

## Население
Постоянное население составляло 61 человек (1872 год), 55 (1897), 38 (1907), 17 в 2002 году (русские 100 %), 12 в 2010.